# 綾部市天文館パオ
綾部市天文館パオ（あやべしてんもんかんパオ）は、京都府綾部市里町にある天文館である。
口径95センチの大型天体望遠鏡を完備、実物の隕石に触れる展示室やハイビジョンシアターを併設しており、市民などに利用されている。

## 概要
- 立地 - 綾部市街地から少し離れた場所の市街地を見下ろせる山上にある
- 休館日 - 毎週月曜日/祝日の翌日/年末年始
- 開館時間 - 9:00～16:30（火～木曜）/9:00～21:30（金～日曜）
- 入場料金 - 大人300円/子供（小・中学生）150円

## 沿革
- 1995年（平成7年）5月 - 開館

## 交通
- 舞鶴若狭自動車道綾部IC（最寄のインターチェンジ）
- JR西日本山陰本線綾部駅（最寄駅）

## 周辺
- 綾部市資料館
- 綾部市中央公民館
- 京都府中丹文化会館